# José Delfim
José Delfim Fernandes Rola Teixeira, anche noto solamente come Delfim (Amarante, 5 febbraio 1977) è un ex calciatore portoghese, di ruolo centrocampista.

## Carriera

### Club
Dopo gli inizi a bassi livelli tra Boavista e Desportivo Aves, nel 1998 approda allo Sporting Lisbona dove, nell'annata seguente, conquisterà il suo primo e unico titolo in carriera, vincendo il campionato. Si trasferirà al Marsiglia, senza però riuscire a trovare spazio nelle prime tre annate. In seguito ad una breve esperienza svizzera, farà ritorno nel proprio paese natale, dove sceglierà di appendere gli scarpini al chiodo al termine della stagione 2008-2009.

### Nazionale
Ha collezionato una sola presenza con la maglia della Nazionale, nel 2000.

## Statistiche

### Presenze e reti in Nazionale
| Cronologia completa delle presenze e delle reti in nazionale ― Portogallo | Cronologia completa delle presenze e delle reti in nazionale ― Portogallo | Cronologia completa delle presenze e delle reti in nazionale ― Portogallo | Cronologia completa delle presenze e delle reti in nazionale ― Portogallo | Cronologia completa delle presenze e delle reti in nazionale ― Portogallo | Cronologia completa delle presenze e delle reti in nazionale ― Portogallo | Cronologia completa delle presenze e delle reti in nazionale ― Portogallo | Cronologia completa delle presenze e delle reti in nazionale ― Portogallo |
| Data                                                                      | Città                                                                     | In casa                                                                   | Risultato                                                                 | Ospiti                                                                    | Competizione                                                              | Reti                                                                      | Note                                                                      |
| ------------------------------------------------------------------------- | ------------------------------------------------------------------------- | ------------------------------------------------------------------------- | ------------------------------------------------------------------------- | ------------------------------------------------------------------------- | ------------------------------------------------------------------------- | ------------------------------------------------------------------------- | ------------------------------------------------------------------------- |
| 15-11-2000                                                                | Braga                                                                     | Portogallo                                                                | 2 – 1                                                                     | Israele                                                                   | Amichevole                                                                | -                                                                         |                                                                           |
| Totale                                                                    |                                                                           | Presenze                                                                  | 1                                                                         |                                                                           | Reti                                                                      | 0                                                                         |                                                                           |

## Palmarès

### Competizioni nazionali
- Campionato portoghese: 1

Sporting CP: 1999-2000
- Supercoppa di Portogallo: 1

Boavista: 1997